# NGC 6655
NGC 6655 is een dubbelster in het sterrenbeeld Schild. Het hemelobject werd op 11 juni 1855 ontdekt door de Duitse astronoom Friedrich August Theodor Winnecke.